# 好村冨士彦
好村 冨士彦（こうむら ふじひこ、1931年8月21日 - 2002年9月19日）は、日本のドイツ文学・哲学者。広島大学名誉教授。

## 経歴
1931年、東京都で生まれた。1938年、北支宣撫の父に従って北京に渡った。1943年に父が死去。そのまま大陸に滞在し、1946年に引き上げた。
帰国後広島高等学校に入学し、1949年に学制改革で広島大学理学部となった同校で学んだが、肺結核のため療養に入った。
1958年、早稲田大学第一文学部独文科に入り、60年安保で野口武彦らと知りあった。1962年に卒業し、同大学大学院に進んだ。清水多吉、池田浩士らとブロッホ研究会を作った。1967年、博士課程を単位取得後満期退学した。
その後は日本大学理工学部講師となり、ドイツ語を講じた。1970年、京都大学教養部講師に就いた。1972年に助教授昇格。1973年、西ドイツに研究留学。1978年に広島大学文学部助教授に転じ、1983年に教授昇格。1995年に広島大学を定年退官し、名誉教授となった。その後は東亜大学大学院教授として教鞭を執った。
2002年9月19日、心不全のため死去。

## 研究内容・業績
被爆関連文献資料の保存活動や文学作品の考察も行っている。

## 家族・親族
- 父：好村春基は宗教家。
- 弟好村滋洋は物理学者。広島大学教授。

## 著作
著書
- 『希望の弁証法』三一書房 1978
- 『真昼の決闘』花田清輝・吉本隆明論争 晶文社 1986
- 『ブロッホの生涯 希望のエンサイクロペディア』平凡社選書 1986
- 『遊歩者の視線 ベンヤミンを読む』日本放送出版協会(NHKブックス) 2000
- 『考えるとは乗り越えることである 好村冨士彦遺稿・追悼集』三元社 2003

共著
- 『ドイツ語の本』池田浩士・野村修共著、三一書房 1977

翻訳
- 『若い世代の問題』エルンスト・フィッシャー著、佐々木基一共訳 合同出版 1966
- 『ブレヒトと伝統』ハンス・マイヤー（英語版）著、合同出版 1969
- 『ヴァルター・ベンヤミン著作集 2 エードゥアルト・フックス：収集家と歴史家』晶文社 1970
- 『ベンヤミンの肖像』監訳、西田書店 1984
- 『戦争は終わった』ハインリヒ・ベルほか著、編訳、ほるぷ出版 1988
- 『ブレヒト・私の愛人：「ライートゥ」は語る』ルート・ベアラウ（英語版）著、増本浩子共訳、晶文社 1989
- 『リヒャルト・ワーグナーの楽劇』カール・ダールハウス著、小田智敏共訳、音楽之友社 1995
- 『ユートピアの精神』エルンスト・ブロッホ著、白水社 1997

## 参考
- 「考えるとは乗り越えることである 好村冨士彦遺稿・追悼集」附載年譜